# 方城河 (祊河)
方城河，位于中国山东省临沂市兰山区西北部（原属费县），是祊河左岸支流，发源于五彩山东南麓，东南流至方城镇富平庄（原属新桥镇）北，左汇古城河，之后向南流至颜耿村入祊河。全长20.5公里，流域面积124.96平方公里。